# إلفيرا دي هيدالغو
إلفيرا دي هيدالغو (بالإسبانية: Elvira de Hidalgo) هي مغنية أوبرا ومغنية وأستاذة جامعية إسبانية، ولدت في 28 ديسمبر 1891 في Valderrobres ‏ في إسبانيا، وتوفيت في 21 يناير 1980 في ميلانو في إيطاليا بسبب مرض.

## وصلات خارجية
- إلفيرا دي هيدالغو على موقع ميوزك برينز (الإنجليزية)
- إلفيرا دي هيدالغو على موقع ديسكوغز (الإنجليزية)